# Universo estático
En cosmología, un universo estático (también conocido como estacionario, infinito, estático infinito o estático eterno) es un modelo cosmológico en el que el universo es espacial y temporalmente infinito, y el espacio no se expande ni se contrae. Un universo así no tiene la denominada curvatura espacial; es decir que es "plano" o euclídeo. Un universo infinito estático fue propuesto por primera vez por el astrónomo inglés Thomas Digges (1546-1595).
En contraste con este modelo, Albert Einstein propuso un modelo temporalmente infinito pero espacialmente finito como su cosmología preferida durante 1917, en su artículo Cosmological Considerations in the General Theory of Relativity .
Después del descubrimiento de la relación desplazamiento al rojo-distancia (deducida por la correlación inversa del brillo galáctico al desplazamiento al rojo) por los astrónomos estadounidenses Vesto Slipher y Edwin Hubble, el astrofísico Georges Lemaître interpretó el desplazamiento al rojo como evidencia de expansión universal y por lo tanto un Big Bang, mientras que el astrónomo suizo Fritz Zwicky propuso que el corrimiento al rojo fue causado por la pérdida de energía de los fotones al pasar a través de la materia y/o fuerzas en el espacio intergaláctico. La propuesta de Zwicky se denominaría "luz cansada", un término inventado por el principal defensor del Big Bang, Richard Tolman. 